# Protofeudalizm
Protofeudalizm (także prefeudalizm) – koncepcja z historii średniowiecza, według której początki feudalizmu można znaleźć już pod koniec VII wieku w wizygockiej Hiszpanii. Hiszpański historyk Claudio Sánchez-Albornoz za przejaw protofeudalizmu uznał ustawodawstwo królów Erwiga i Wamby w armii wizygockiej. W drugiej połowie VII wieku w Hiszpanii doszło do osłabienia władzy królewskiej, wobec czego rozwinęły się zależności osobiste słabszego od silniejszego, które z kolei wypierały publiczne instytucje. U szczytu hierarchii królowie otaczali się oddaną szlachtą, czyli fideles (zaufanymi), oraz gardingami, czyli ludźmi z bliskiego otoczenia władcy. Szlachta brała na siebie zobowiązania wobec seniora. Musieli być wierni, służyć i stawać w obronie swego pana. Wasalami poddanych króla byli sajonowie (saiones) i bukcelariuszowie (buccellarii). Poddanych duchowieństwa nazywano amici. W zamian za służbę wojskową otrzymywali ziemię. W państwie Wizygotów istniała silna zależność pomiędzy chłopstwem a właścicielami ziemskimi. Podstawą tego typu zależności była instytucja patronatu (patrocinium). Latyfundyści stopniowo uzyskiwali coraz to nowe przywileje prawne i fiskalne, posiadali niewielkie oddziały zbrojne w swoich posiadłościach oraz byli nietykalni. Nastąpił podział na role społeczne: dominus i patronus.